# Tormenta tropical Beryl (1988)
La tormenta tropical Beryl fue un inusual ciclón tropical que se formó al sureste de Luisiana en agosto de 1988. Fue la segunda tormenta tropical de la temporada de huracanes en el Atlántico de 1988, Baryl se desarrolló a partir de una borrasca de baja presión que se movía lentamente el 8 de agosto.  Tomó rumbo al sureste hacia las aguas costeras del este de Luisiana, donde Beryl alcanzó vientos máximos de 85 km/h mientras se encontraba a 120 km al sureste de Nueva Orleans. La tormenta se dirigió al noroeste de Luisiana y Texas, donde se disipó lentamente. Los remanentes de Beryl continuaron en dirección norte hacia el centro de los Estados Unidos, dejando precipitaciones y proporcionando alivio a la gran ola de calor que se presentó ese año.
Debido a su lento movimiento, Beryl dejó caer grandes cantidades de lluvia, alcanzando un máximo de 408 mm en la Dauphin Island en Alabama. La lluvia provocó inundaciones, mientras que las prolongada duración de las olas grandes provocaroon una severa erosión costera. Las olas volcaron un bote en la Bahía de Mobile, matando a uno de sus pasajeros. El daño general fue menor, con un total de aproximadamente tres millones de dólares (USD de 1988).

## Historia meteorológica

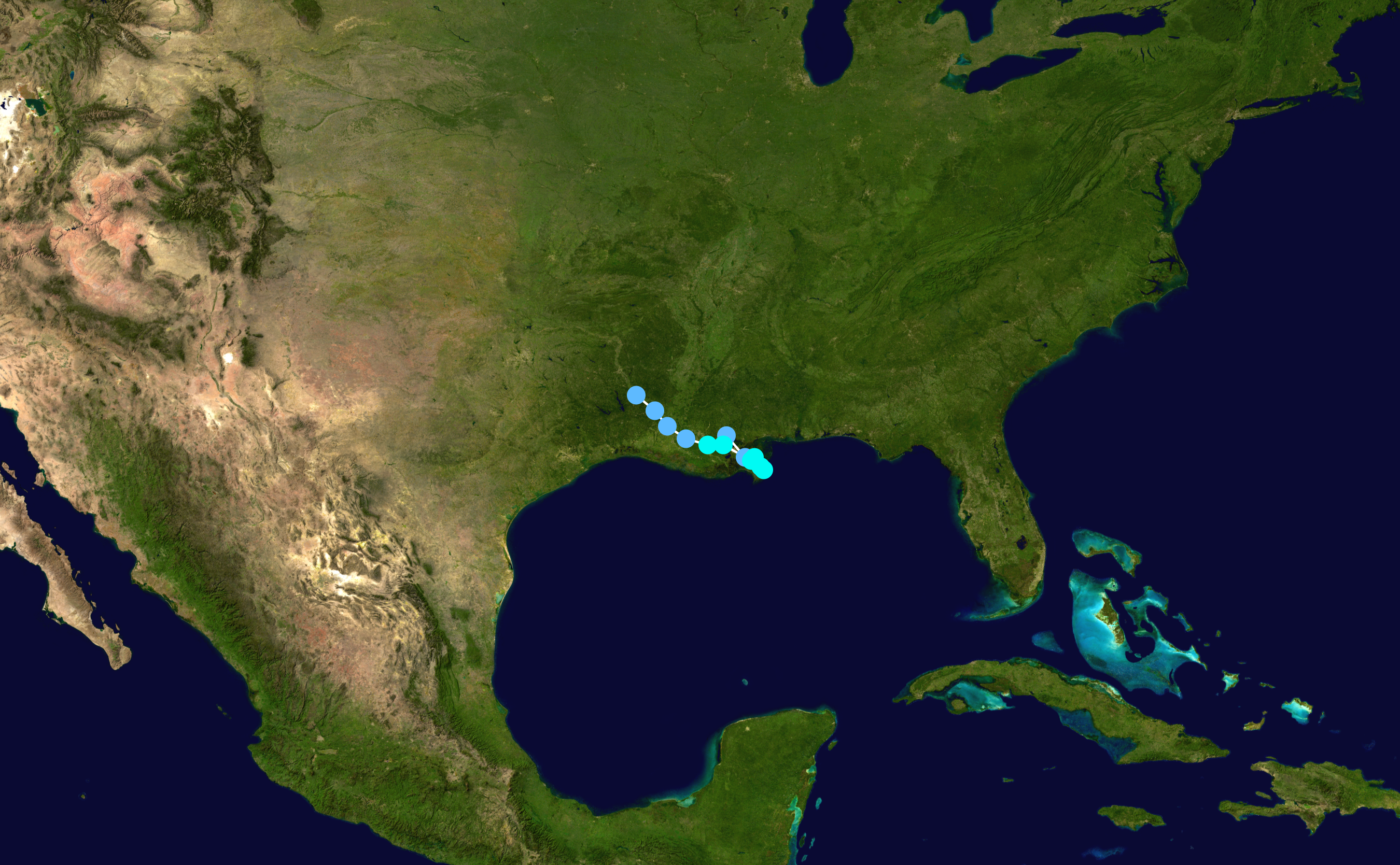
Trayectoria de Beryl.

Una débil zona de bajas presiones apareció en el noreste del Golfo de México el 1 de agosto. La depresión se desplazó hacia el oeste y lentamente se volvió mejor definida con la formación de una circulación en los niveles medios y superiores de la atmósfera. Una borrasca en el nivel superior se desarrolló sobre Texas, proporcionando cantidades desfavorables de cizalladura del viento. Una circulación superficial fue evidente por primera vez en las imágenes de satélite el 4 de agosto frente a la costa de Misisipi, y durante varios días permaneció casi estacionaria sobre el Seno de Misisipi. A medida que la borrasca sobre Texas se desplazó hacia el suroeste, se desarrolló un anticiclón sobre el sistema, y la circulación se volvió mejor definida y más alineada verticalmente. El 7 de agosto, el sistema se desvió hacia el sureste de Luisiana. Continuó organizándose mejor, y el 8 de agosto se convirtió en la Depresión Tropical Tres mientras se encontraba cerca de la costa norte del Lago Pontchartrain. Esto fue muy inusual porque los ciclones tropicales rara vez se forman sobre la tierra.
Al convertirse en ciclón tropical, la depresión se desplazó hacia el sureste y, a las pocas horas de su formación, emergió en el Golfo de México. Según los informes de los barcos y las observaciones de las plataformas petrolíferas, se estima que la depresión se intensificó hasta convertirse en la tormenta tropical Beryl a las 10:00 UTC del 8 de agosto mientras se encontraba frente a la costa de Luisiana. Las condiciones siguieron siendo favorables para una mayor intensificación, con la circulación ubicada sobre aguas cálidas y manteniendo una estructura bien definida; a principios del 9 de agosto, Beryl alcanzó su intensidad máxima de 85 km/h mientras se encontraba a unas 120 km al sureste de Nueva Orleans. Poco después, una vaguada del noroeste disipó el anticiclón y dio como resultado un movimiento constante hacia el noroeste muy cerca de donde el ciclón se movió originalmente mar adentro. Beryl mantuvo el estado de tormenta tropical durante unas 18 horas antes de debilitarse a depresión tropical en el centro de Luisiana. Giró hacia el noroeste y la circulación superficial se disipó el 10 de agosto mientras se encontraba a una corta distancia al sur de Shreveport, Luisiana. El área de baja presión superficial cruzó hacia el norte Texas antes de disiparse al comienzo del 12 de agosto, mientras que su circulación de nivel superior giró hacia el norte hacia Oklahoma antes de fusionarse con una depresión que se acercaba.

## Preparativos
Al convertirse en tormenta tropical, el Centro Nacional de Huracanes emitió una advertencia de tormenta tropical desde la desembocadura del río Misisipi hasta Pensacola, Florida. Seis horas después, la advertencia se extendió hacia el oeste hasta Morgan City, Luisiana. La amenaza de Beryl provocó algunas evacuaciones voluntarias en la parroquia de St. Bernard en Luisiana, y también forzó la evacuación de miles de plataformas petroleras en alta mar. Los funcionarios aconsejaron a las embarcaciones pequeñas que permanecieran en el puerto desde Port O'Connor, Texas hasta Pensacola, Florida.

## Impacto
Las precipitaciones de la tormenta alcanzaron más de 175 mm a una corta distancia al este de Pensacola, Florida, aunque el impacto en el estado fue menor. Las ráfagas de viento alcanzaron un máximo de 61 km/h en Pensacola. En Alabama, Beryl produjo vientos sostenidos de 61 km/h, con ráfagas de hasta 86 km/h, así como mareas por encima de lo normal. La tormenta dejó fuertes lluvias en las partes costeras de Alabama, con un máximo de 408 mm en Dauphin Island. Las fuertes olas volcaron un barco camaronero en la bahía de Mobile. Un niño de quince años en el bote se ahogó, la única víctima mortal directa de la tormenta. El padre del niño, también en el barco, pasó 24 horas en el agua antes de ser rescatado por la Guardia Costera de los Estados Unidos. Las olas causaron una severa erosión de la playa a lo largo de la costa, y Dauphin Island perdió de 18 a 21 m de playa.
En Misisipi, las áreas costeras reportaron grandes cantidades de precipitación, alcanzando más de 250 mm en el condado de Jackson. Los vientos sostenidos alcanzaron 76 km/h en Gulfport, el viento más fuerte en una estación terrestre. Al igual que en Alabama, las fuertes olas causaron una considerable erosión de las playas a lo largo de partes de la costa.
Beryl dejó caer lluvias en gran parte de Luisiana, alcanzando un máximo de más de 250 mm cerca de Morgan City. La lluvia causó importantes inundaciones en el río Biloxi. Las ráfagas de viento fueron bastante ligeras en todo el estado, alcanzando los 65 km/h en Nueva Orleans. Los vientos causaron daños leves en los árboles, lo que resultó en algunos cortes de energía. Una marejada ciclónica de aproximadamente 1.5 m provocó algunas inundaciones costeras.
Los remanentes de Beryl produjeron fuertes precipitaciones locales que alcanzaron un máximo de aproximadamente 300 mm en el centro este de Texas, lo que resultó en algunos informes de inundaciones. La lluvia inundó algunas carreteras y también provocó graves inundaciones en el Río Angelina. La humedad remanente provoó alrededor de 125 mm de lluvia en el sureste de Oklahoma y 75 mm en el suroeste de Arkansas. Más hacia el interior, los remanentes de Beryl enfriaron las temperaturas y proporcionaron alivio a la severa ola de calor en el centro de Estados Unidos.
A lo largo de su trayectoria, Beryl causó alrededor de tres millones dólares en daños (USD 1988), principalmente a lo largo de la línea costera inmediata debido a la erosión o daños por inundaciones.